# محسن شیرالی
محسن شیرالی (متولد ۱۴ بهمن ۱۳۶۲ در اهواز)، شاعر و ترانه‌سرا است.

## فعالیت هنری
او فعالیت حرفه‌ای هنری خود را از سال ۸۵ آغاز نمود و تاکنون سابقه همکاری با نامداران موسیقی ایران از جمله بابک جهانبخش، سیاوش قمیشی، ابی، شادمهر عقیلی، سیروان خسروی، علی زندوکیلی، ستار، آرش، شهریار، مهدی یراحی، علیرضا افکاری و… را دارا می‌باشد.

## زندگی شخصی
محسن شیرالی تحصیلکردهٔ رشته مهندسی سازه‌های آبی می‌باشد و هم‌اکنون دکترای همین رشته را دارد و شغل اصلی وی تدریس در دانشگاه و مدیریت موسسه هنری نوای اساطیر می باشد.  وی تاکنون ازدواج نکرده و در اهواز زندگی می‌کند.

## فعالیت حرفه‌ای
شیرالی در سال ۸۱ اولین ترانه اش را سروده و در سال ۸۷ طی آشنایی اش با سعید محمدی اولین ترانه اش را به گوش فارسی زبانان رسانده‌است.
در ادامه وی با نامدارانی همچون سیاوش قمیشی، بابک جهانبخش، سیروان خسروی، ابی و شادمهر عقیلی آشنا شد و با آنان همکاری‌هایی داشته‌است.
از آثار او می‌توان آلبوم مدار بی‌قراری از بابک جهانبخش را نام برد.
تمام قطعات این آلبوم را (بجز قطعهٔ عاشقتر) محسن شیرالی سروده‌است؛ که با استقبال طرفداران جهانبخش مواجه شد. در ادامه وی همکاری‌هایی با ستار، شادمهر عقیلی، علی زند وکیلی و … داشته‌است.
وی از سال ۱۳۹۷ اقدام به برگزاری کارگاه‌های آموزش ترانه‌نویسی در اهواز نموده‌است.
محسن شیرالی در سومین {جشن موسیقی ما}  (۱۳۹۴) با ترانه ی مدار بی قراری نامزد بهترین ترانه ی سال و در دومین دورهٔ جایزهٔ افشین یداللهی (۱۳۹۷)، کاندید «بهترین ترانه سرای» سال بوده‌است.

#### بیشترین همکاری
بیشترین آثار منتشر شده وی با همکاری هنرمندانی همچون بابک جهانبخش، علیرضا افکاری، معین راهبر، سعید زمانی، وحید پویان و مهران هیوا بوده است.

#### تهیه کنندگی
ایشان از سال 1398 با تاسیس موسسه هنری "نوای اساطیر" به عنوان تهیه کننده موسیقی به تولید آثار خوانندگان پرداخت. این موضوع باعث همکاری های متعدد ایشان با خواننده های جوان در سال های اخیر شده است.

#### ممنوع الکاری
محسن شیرالی در سال 1392 به علت همکاری با ابی و سیاوش قمیشی از طرف وزارت ارشاد ایران ممنوع الکار شد. پس از مدتی این ممنوعیت برداشته شد.

## ترانه‌شناسی
| خواننده            | اسم ترانه            | ترانه‌سرا    | آهنگساز                    | تنظیم              |
| ------------------ | -------------------- | ----------- | -------------------------- | ------------------ |
| شادمهر عقیلی       | می ترسم              | محسن شیرالی | حسین قربانپور              | میلاد هاشمی        |
| شادمهر عقیلی       | وقتی که بد میشم      | محسن شیرالی | حسین قربانپور              | میلاد هاشمی        |
| علی زندوکیلی       | دنیای بی رحم         | محسن شیرالی | علیرضا افکاری              | علیرضا افکاری      |
| بابک جهانبخش       | هیچ                  | محسن شیرالی | بابک جهانبخش               |                    |
| بابک جهانبخش       | زیبای بیتاب          | محسن شیرالی | بابک جهانبخش               | معین راهبر         |
| بابک جهانبخش       | من هستم              | محسن شیرالی | بابک جهانبخش               | معین راهبر         |
| ابی                | همین خوبه            | محسن شیرالی | شادمهر عقیلی               | شادمهر عقیلی       |
| سیاوش قمیشی        | خیلی ممنون           | محسن شیرالی | سیاوش قمیشی                | مسعود فولادی       |
| سیاوش قمیشی        | بازی                 | محسن شیرالی | سیاوش قمیشی                | خشایار احمدیه      |
| ستار               | چهل ترانه            | محسن شیرالی | وحید پویان                 | حمید نیکوکار       |
| شهریار             | بهشت                 | محسن شیرالی | شهریار                     | روما               |
| آرش                | one day              | محسن شیرالی | آرش                        | آرش                |
| بابک جهانبخش       | زندگی من             | محسن شیرالی | بابک جهانبخش               | انوشیروان تقوی     |
| بابک جهانبخش       | ای وای               | محسن شیرالی | بابک جهانبخش               | معین راهبر         |
| سهیلا گلستانی      | برگرد                | محسن شیرالی | فردین خلعتبری              | فردین خلعتبری      |
| محمدرضا مقدم       | بی قرارتم            | محسن شیرالی | حسین قربانپور              | مصطفی مؤمنی        |
| یوسف بهراد         | اتفاق                | محسن شیرالی | وحید پویان                 | سعید زمانی         |
| بابک جهانبخش       | شیدایی               | محسن شیرالی | بابک جهانبخش               | معین راهبر         |
| ماهور              | عشق بزرگ             | محسن شیرالی | علیرضا افکاری              | سعید زمانی         |
| بابک جهانبخش       | دیوونه جان           | محسن شیرالی | بابک جهانبخش               | معین راهبر         |
| بابک جهانبخش       | افسانه               | محسن شیرالی | بابک جهانبخش               | امیر حسین اویسی    |
| علی مختارپور       | اتفاق                | محسن شیرالی | بابک جهانبخش               | انوشیروان تقوی     |
| بابک جهانبخش       | دلسرد نشو از عشق     | محسن شیرالی | بابک جهانبخش               | انوشیروان تقوی     |
| بابک جهانبخش       | آتیشم بزن            | محسن شیرالی | بابک جهانبخش               | امیر حسین اویسی    |
| بابک جهانبخش       | تو چشمای منی         | محسن شیرالی | بابک جهانبخش               | بهزاد گرجی پور     |
| بابک جهانبخش       | اکسیژن               | محسن شیرالی | بابک جهانبخش               | کوشان حداد         |
| بابک جهانبخش       | راز                  | محسن شیرالی | بابک جهانبخش               | بابک جهانبخش       |
| بابک جهانبخش       | رویای شیرین          | محسن شیرالی | بابک جهانبخش               | انوشیروان تقوی     |
| بابک جهانبخش       | عذاب                 | محسن شیرالی | بابک جهانبخش               | اشکان آبرون        |
| بابک جهانبخش       | اقرار                | محسن شیرالی | بابک جهانبخش               | هومن نامداری       |
| بابک جهانبخش       | به خودت باختمت       | محسن شیرالی | بابک جهانبخش               | کوشان حداد         |
| بابک جهانبخش       | ایده‌آل               | محسن شیرالی | بابک جهانبخش               | امیر فتحی          |
| بابک جهانبخش       | معجزه                | محسن شیرالی | امیر میلاد نیکزاد          | امیر میلاد نیکزاد  |
| بابک جهانبخش       | مداره بی‌قراری        | محسن شیرالی | بابک جهانبخش               | امیر حسین اویسی    |
| بابک جهانبخش       | همین یه بار          | محسن شیرالی | بابک جهانبخش               | رضا تاجبخش         |
| بابک جهانبخش       | جاه طلب              | محسن شیرالی | بابک جهانبخش               | نیمان              |
| بابک جهانبخش       | اسطوره               | محسن شیرالی | انوشیروان تقوی             | انوشیروان تقوی     |
| بابک جهانبخش       | حواست نیست           | محسن شیرالی | بابک جهانبخش               | مسعود همایونی      |
| بابک جهانبخش       | اشتباه               | محسن شیرالی | بابک جهانبخش               | رضا تاجبخش         |
| بابک جهانبخش       | هنرمند               | محسن شیرالی | بابک جهانبخش               | امیر حسین اویسی    |
| بابک جهانبخش       | اعتراف               | محسن شیرالی | بابک جهانبخش               | امیر حسین کاشانیان |
| بابک جهانبخش       | هویت                 | محسن شیرالی | بابک جهانبخش               | مسعود همایونی      |
| بابک جهانبخش       | دلتنگی               | محسن شیرالی | بابک جهانبخش               | معین راهبر         |
| بابک جهانبخش       | سکوت                 | محسن شیرالی | بابک جهانبخش               | رضا تاجبخش         |
| بابک جهانبخش       | هرگز                 | محسن شیرالی | بابک جهانبخش               | امیر حسین اویسی    |
| بابک جهانبخش       | یه ساعت فکر راحت     | محسن شیرالی | آصف بایرام زاده            | هومن آزما          |
| بابک جهانبخش       | منظومهٔ احساس         | محسن شیرالی | بابک جهانبخش               | سعید شمس           |
| بابک جهانبخش       | دیوونه جان           | محسن شیرالی | بابک جهانبخش               | معین راهبر         |
| سهند نصیری         | حرفای نگفته          | محسن شیرالی | انوشیروان تقوی             | انوشیروان تقوی     |
| پویان              | کرشمه                | محسن شیرالی | سعید سام                   | سعید سام           |
| مجید رضا           | دلتنگی               | محسن شیرالی | علیرضا افکاری              | علی مهراسبی        |
| مجید رضا           | تنهام                | محسن شیرالی | برگرفته از ملودی خارجی     | پدرام شهرکی        |
| سینا حجازی         | بگو                  | محسن شیرالی | سینا حجازی                 |                    |
| سها                | دلسپرده              | محسن شیرالی | بابک جهانبخش               |                    |
| سیروان خسروی       | اینم میگذره          | محسن شیرالی | زانیار خسروی               | سیروان خسروی       |
| امیر زیاری         | بیراهه               | محسن شیرالی | مهدی یراحی                 |                    |
| امیر زیاری         | حلالم کن             | محسن شیرالی | نیکان                      | نیکان              |
| بهادر فرهنگ        | جنون                 | محسن شیرالی | مهدی یراحی                 | مهدی یراحی         |
| کیان پاشا          | پشیمونم              | محسن شیرالی | فرد میرزا                  | فرد میرزا          |
| مجید رضا           | محال                 | محسن شیرالی | علی مهراسبی                |                    |
| مجید رضا           | نیمه پنهان           | محسن شیرالی | حسین فاضل                  | حسین فاضل          |
| محمد راد           | اینروزا              | محسن شیرالی | محسن ناحی                  |                    |
| سعید محمدی         | هفت سین              | محسن شیرالی | سعید محمدی                 | سعید محمدی         |
| مرتضی نظری         | اتفاقی نیست          | محسن شیرالی | آرمان موسی پور             |                    |
| پدرام پالیز        | عاشق ترینم           | محسن شیرالی | مهدی محققی                 | امیر میلاد نیکزاد  |
| امین حسنوند        | نمیخواستم            | محسن شیرالی | امین حسنوند                | مهرداد احمدزاده    |
| محمد خداکرم        | جادوی احساس          | محسن شیرالی | محمد خداکرم و امیر جمالفرد | امیر جمالفرد       |
| امید سپهری         | گل مینا              | محسن شیرالی | مهران هیوا                 | مهران هیوا         |
| یوسف بهراد         | وسواسی               | محسن شیرالی | وحید پویان                 | حمید نیکوکار       |
| داریو              | سلام                 | محسن شیرالی | وحید پویان                 | مهران هیوا         |
| احسان نی زن        | مشهور                | محسن شیرالی | احسان نی زن                | هومن آزما          |
| امید سپهری         | تماشا کن             | محسن شیرالی | مهران هیوا                 | مهران هیوا         |
| داریو              | شاید همین پاییز      | محسن شیرالی | وحید پویان                 | مهران هیوا         |
| علیرضا بحرینی      | یک ثانیه بخند        | محسن شیرالی | علیرضا افکاری              | بامداد امینی       |
| مجید رضا           | زائر                 | محسن شیرالی | حسین قربانپور              | سعید زمانی         |
| مهدی آبان          | یادگار               | محسن شیرالی | علیرضا افکاری              | هومن نامداری       |
| احسان نی زن        | نگو نمی دونی         | محسن شیرالی | احسان نی زن                | امید نیکان         |
| امید سپهری         | قانون                | محسن شیرالی | وحید پویان                 | مهران هیوا         |
| امید سپهری         | معجزه                | محسن شیرالی | حسین قربانپور              | مهران هیوا         |
| احسان نی زن        | درد دوری             | محسن شیرالی | احسان نی زن                | سعید زمانی         |
| آرمین              | بی منطق              | محسن شیرالی | علی لباسچی                 | علی لباسچی         |
| احسان نی زن        | تو جای من نبودی      | محسن شیرالی | احسان نی زن                | علی دینه           |
| بابک جهانبخش       | پایان تازه           | محسن شیرالی | وحید پویان                 | هومن آزما          |
| کوروش معظمی        | حال من               | محسن شیرالی | وحید پویان                 | سعید زمانی         |
| رضا احدی           | عاصی                 | محسن شیرالی | علیرضا افکاری              | اشکان آریا         |
| فرزاد بختیاری      | شیدایی               | محسن شیرالی | حسین قربانپور              | میلاد جوزی         |
| فرزاد بختیاری      | صد و چند سالگی       | محسن شیرالی | انوشیروان تقوی             | انوشیروان تقوی     |
| فرزاد بختیاری      | رویای همیشه          | محسن شیرالی | حسین قربانپور              | حسین قربانپور      |
| ادوین              | ناجی                 | محسن شیرالی | حسین قربانپور              | حسین کرمی          |
| پروین              | یه خاطره             | محسن شیرالی | علیرضا افکاری              | اشکان آریا         |
| فرزاد بختیاری      | همه دنیام            | محسن شیرالی | احسان پارسا                | میلاد جوزی         |
| یوسف بهراد         | اتفاق                | محسن شیرالی | وحید پویان                 | سعید زمانی         |
| محسن دریه          | تنهایی               | محسن شیرالی | وحید پویان                 | میلاد هاشمی        |
| زکی شمس آبادی      | قدیس                 | محسن شیرالی | امیرعلی زمانیان            | محمد فلاحی         |
| مجتبی فغانی        | عاشق میشم            | محسن شیرالی | حامد حنیفی                 | میثم جمشیدپور      |
| مهدی عباسی         | شب سرد               | محسن شیرالی | آصف آریا                   | هومن آزما          |
| طاهر               | پریزاد               | محسن شیرالی | وحید پویان                 | هومن نامداری       |
| فرزاد بختیاری      | بی تو می ترسم        | محسن شیرالی | *                          | انوشیروان تقوی     |
| حمید چلارسی        | ناپایدار             | محسن شیرالی | انوشیروان تقوی             | انوشیروان تقوی     |
| پوریا دریس         | بهترین گناه          | محسن شیرالی | رضا تاجبخش                 | رضا تاجبخش         |
| فرزاد بختیاری      | اشتباه ابدی          | محسن شیرالی | احسان پارسا                | میلاد جوزی         |
| محمد حقیقی         | عشق بی مرز           | محسن شیرالی | وحید پویان                 | سعید زمانی         |
| بنیامین معین کیا   | سانچی                | محسن شیرالی | امیرحسین فیضی              | *                  |
| جاوید              | اگه دل کندن آسون بود | محسن شیرالی | وحید پویان                 | سعید شمس           |
| محمد هوشمند        | بی تو                | محسن شیرالی | امین قباد                  | سعید شمس           |
| زکی شمس آبادی      | مسبب                 | محسن شیرالی | *                          | *                  |
| آرمان صالحی        | زخمی                 | محسن شیرالی | محسن شیرالی                | محسن جمالپور       |
| آرمان صالحی        | حواست نیست           | محسن شیرالی | پازل بند                   | پازل بند           |
| آرمان صالحی        | نجاتم بده            | محسن شیرالی | بابک جهانبخش               | سیاوش صدری         |
| فرهاد سلطانی       | عطر تو               | محسن شیرالی | محسن شیرالی                | سیاوش صدری         |
| رامین هاشمی        | عذاب                 | محسن شیرالی | معین راهبر                 | معین راهبر         |
| فرزاد بختیاری      | آلوده                | محسن شیرالی | میلاد بابایی               | هومن نامداری       |
| آرمان صالحی        | احساس                | محسن شیرالی | بابک جهانبخش               | امیرحسین اویسی     |
| هامین              | جای خالی تو          | محسن شیرالی | حسین قربانپور              | علی لباسچی         |
| مهرزاد خواجه امیری | خوش به حالت          | محسن شیرالی | مهرزاد خواجه امیری         | مهرزاد خواجه امیری |
| مهدی اسدی          | به من چه             | محسن شیرالی | سعید سام                   | سعید سام           |
| محمد زمانی         | شب های کارون         | محسن شیرالی | کامران ناصرپور             | کامران ناصر پور    |
| محمد بهرام         | پریشونی              | محسن شیرالی | حسین قربانپور              | حسین قربانپور      |
| مجید رضا           | نسل دور از من        | محسن شیرالی | میلاد فرهودی               | محمدرضا رهنما      |
| مجید رضا           | فرشته                | محسن شیرالی | فرزین قره گزلو             | علی مهراسبی        |
| مجید رضا           | جای من نیستی         | محسن شیرالی | عماد طالب زاده             | معین راهبر         |
| مجید رضا           | تولد یه بوسه         | محسن شیرالی | تورج شعبانخانی             | محمدرضا رهنما      |
| مجید رضا           | آوار                 | محسن شیرالی | تورج شعبانخانی             | فرزین قره گزلو     |
| مجید رضا           | آتشکده               | محسن شیرالی | تورج شعبانخانی             | کیوان رجبی         |
| مجید رضا           | انکار                | محسن شیرالی | میلاد فرهودی               | محمدرضا رهنما      |
| کاملیا             | سکوت                 | محسن شیرالی | محسن جمالپور               | محسن جمالپور       |
| فرزاد صادقی        | پارسال همین موقع     | محسن شیرالی | انوشیروان تقوی             | انوشیروان تقوی     |
| علی عسلی           | دیوونگی              | محسن شیرالی | وحید پویان                 | حمید نیکوکار       |
| علی حسین مردی      | عشق دیگر             | محسن شیرالی | انوشیروان تقوی             | انوشیروان تقوی     |
| صادق رضایی         | غرور من              | محسن شیرالی | احسان پارسا                | سعید شمس           |
| صادق رضایی         | عاشقم باش            | محسن شیرالی | وحید پویان                 | سیاوش صدری         |
| صادق رضایی         | بی قرارم             | محسن شیرالی | میلاد باران                | سعید زمانی         |
| صادق رضایی         | اجازه بده            | محسن شیرالی | احسان پارسا                | میلاد جوزی         |
| سمیر               | به تو مدیونم         | محسن شیرالی | علی لباسچی                 | علی لباسچی         |
| رضا آوین           | هیجان                | محسن شیرالی | میلاد باران                | امیرمیلاد نیکزاد   |
| پویا راهداری       | این جای خالی         | محسن شیرالی | وحید پویان                 | آرمین قیم          |
| بنیامین معین کیا   | شهید آب و آتش        | محسن شیرالی | امیرحسین فیضی              | سعید شمس           |
| بنیامین معین کیا   | اسم من خوزستان       | محسن شیرالی | بنیامین معین کیا           | کوشان حداد         |
| بن ایل             | زیبای من             | محسن شیرالی | سیاوش صدری                 | سیاوش صدری         |
| بابک جهانبخش       | جاده عشق             | محسن شیرالی | بابک جهانبخش               | *                  |
| بابک جهانبخش       | پریزاد               | محسن شیرالی | بابک جهانبخش               | معین راهبر         |